# Joseph Pickford
Pour les articles homonymes, voir Pickford.

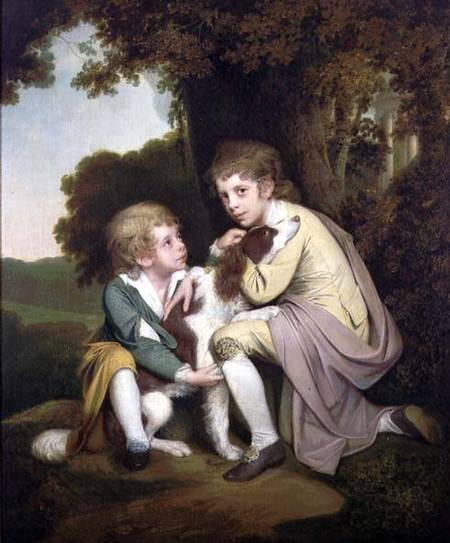
Les enfants de Joseph Pickford peints par Joseph Wright of Derby

Joseph Pickford (1734-1782) est un des principaux architectes anglais de province sous le règne de George III.

## Biographie
Joseph Pickford est né à Warwickshire en 1734, mais déménage enfant à Londres lorsque son père meurt. Il commença sa formation sous la tutelle de l’équarrisseur et sculpteur Joseph Pickford, son oncle, dans ses locaux de Hyde Park. Pickford travailla avec son oncle pendant dix ans, se formant d'abord à la maçonnerie puis à l'architecture. Pickford eut pendant un moment des bureaux à la fois à Londres et à Derby. Il déménagea à Derby vers 1760, où il était agent pour l'architecte du Foremarke Hall, David Hiorns de Warwick. Il épousa Mary Wilkins, fille de Thomas Wilkins, principal agent de Wenman Coke de Longford Hall (demeure du XVIe siècle) à Longford dans le Derbyshire, que Pickford transforma autour de 1762.
La maison qu'il conçut pour lui-même, au 41 Friar Gate, est maintenant le musée de la maison de Joseph Pickford, monument classé Grade I au Royaume-Uni. Cependant depuis avril 2006, ce bâtiment n'est accessible qu'aux groupes organisés sur réservation.
Joseph Pickford travailla énormément dans les comtés des Midlands anglaises, dessinant essentiellement des maisons de ville et de campagne de style palladien. Un nombre important de ses amis et clients furent membres de la très influente Lunar Society de Birmingham, dont le potier Josiah Wedgwood, le peintre Joseph Wright of Derby et les inventeurs Matthew Boulton et John Whitehurst.

## Principaux travaux
- St Helen's House, King Street, Derby, Derbyshire (1766-67) pour John Gisbourne.
- Hams Hall, Coleshill, Warwickshire for CB Adderely (1768, désormais démoli).
- Etruria Hall, Stoke on Trent, Staffordshire pour Josiah Wedgwood (1768-70, fait maintenant partie d'un hôtel).
- St Mary's Church, Birmingham, West Midlands (1773-4, désormais démolie).

## Galerie de ses œuvres architecturales

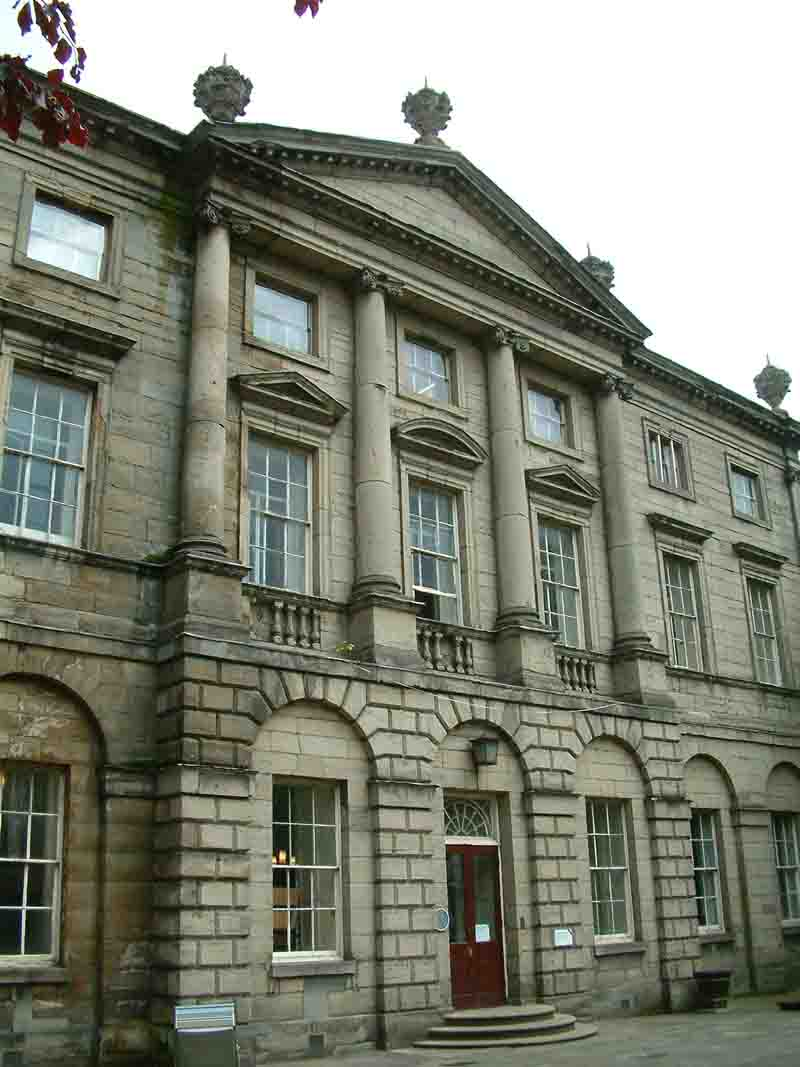
St. Helen's House
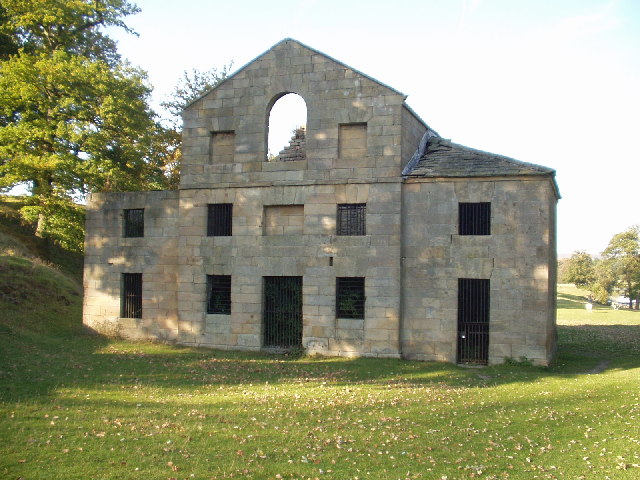
Mill, Chatsworth, Derbyshire
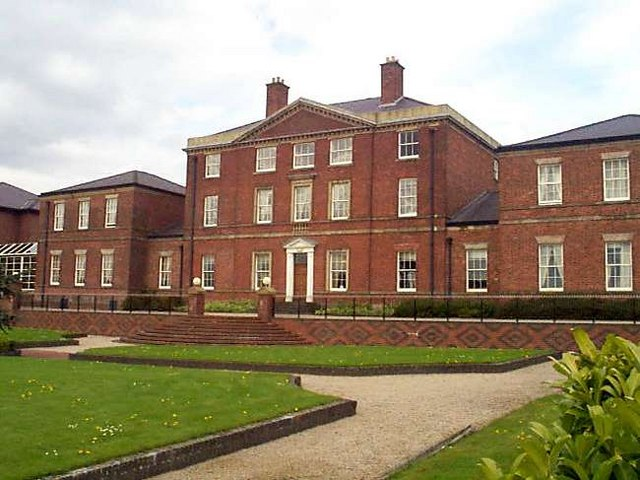
Etruria Hall
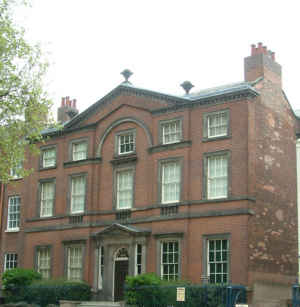
Pickford's House, Derby

## Source
La principale source publiée donnant des informations sur Joseph Pickford est Joseph Pickford of Derby A Georgian Architect d'Edward Saunders (Alan Sutton, 1993).